# Буштени
Буште́нь (рум. Bușteni, Произношениео файле) — город в Румынии.

## География
Город находится в центральной части Румынии, и лежит в румынских Карпатах, на расстоянии 135 километров от столицы страны Бухареста и невдалеке от города Брашов. Административно входит в жудец (уезд) Прахова. Буштень — один из известнейших горнолыжных курортов Румынии, расположен на высоте 850 метров над у.м. у подножья гор Бучеги, в долине Прахова, где находятся также и другие центры зимних видов спорта этой страны — Синая, Предял, Азура. В переводе с румынского языка название города означает «пни деревьев».
Климат в районе Буштеня умеренный, с мягкой зимой и прохладным ветром.

## История
Город появился относительно недавно. Ещё в конце XVIII столетия на этом месте не было какого-либо значительного поселения. В 1916 году, во время Первой мировой войны, в районе Буштеня проходили ожесточённые бои между румынскими и австро-венгерскими войсками.

## Достопримечательности
Буштени является одним из самых популярных горных курортов Румынии. Туристов привлекают не только великолепные возможности для спортивного отдыха, но горные туры-путешествия, достигающие высот более чем в 2.500 метров над у.м. Кроме этого, следует упомянуть следующие городские достопримечательности:
- дом-музей писателя Чезар Петреску (1918)
- дворец Кантакузино (1910)
- церковь Домняска (1889), построенную по повелению короля Кароля I, с богато украшенным интерьером и иконами работы Георге Таттареску
- памятник Последняя граната (рум. Ultima Grenadă), открытый в 1928 году в честь национального героя, капрала Василе Мушата
- установленный на вершине горы Карайман, на высоте в 2.291 метр монумент «Крест безымянным героям» (рум. Crucea Eroilor Neamului), построенный между 1926 и 1928 годами в честь павших в Первую мировую войну.

## Города-побратимы
- Франция Муасси-Крамаэль
- Тунис Джерба-Мидун